# Quần thể di tích Cố đô Hoa Lư

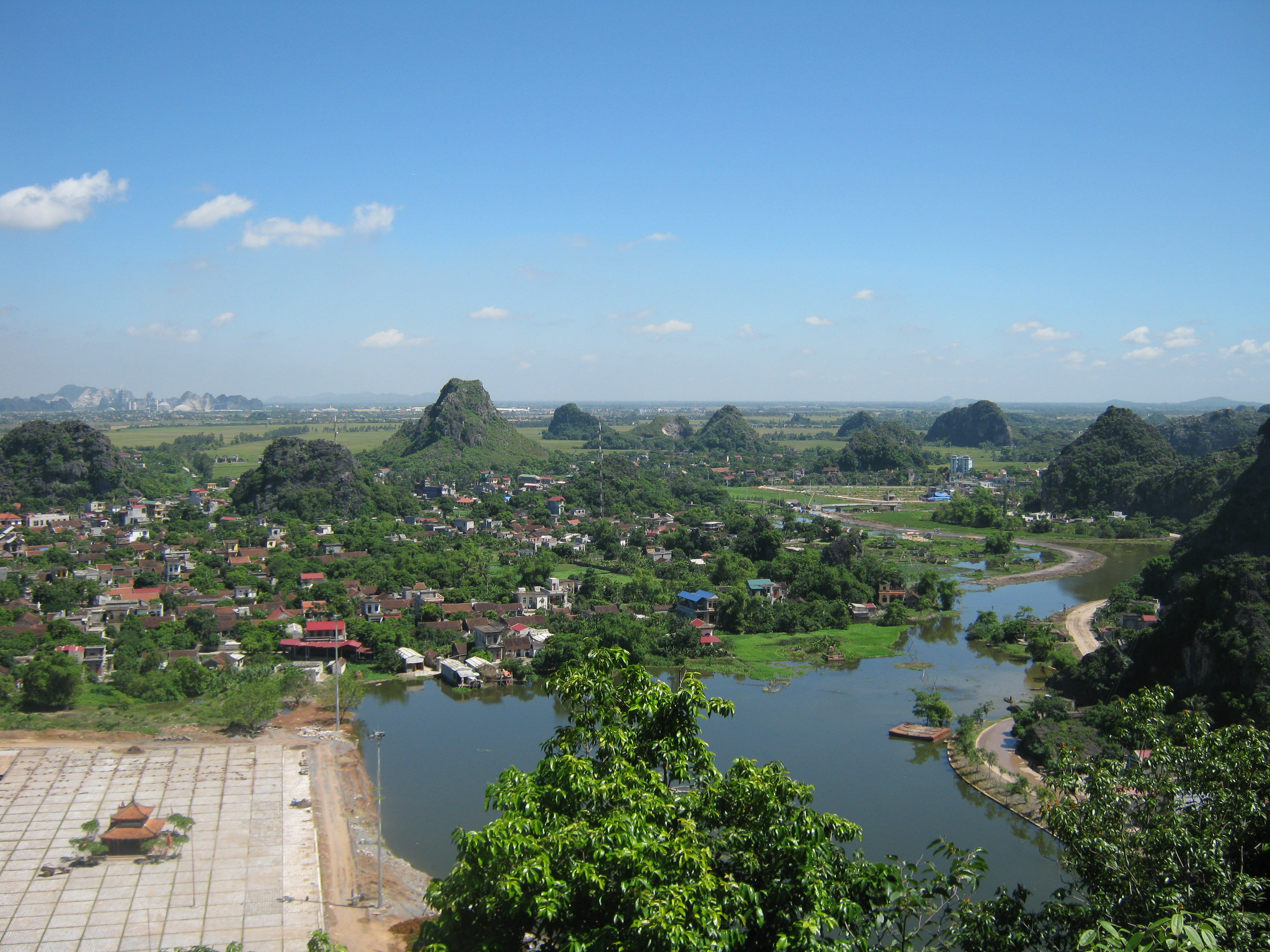
Phong cảnh cố đô nhìn từ núi Mã Yên

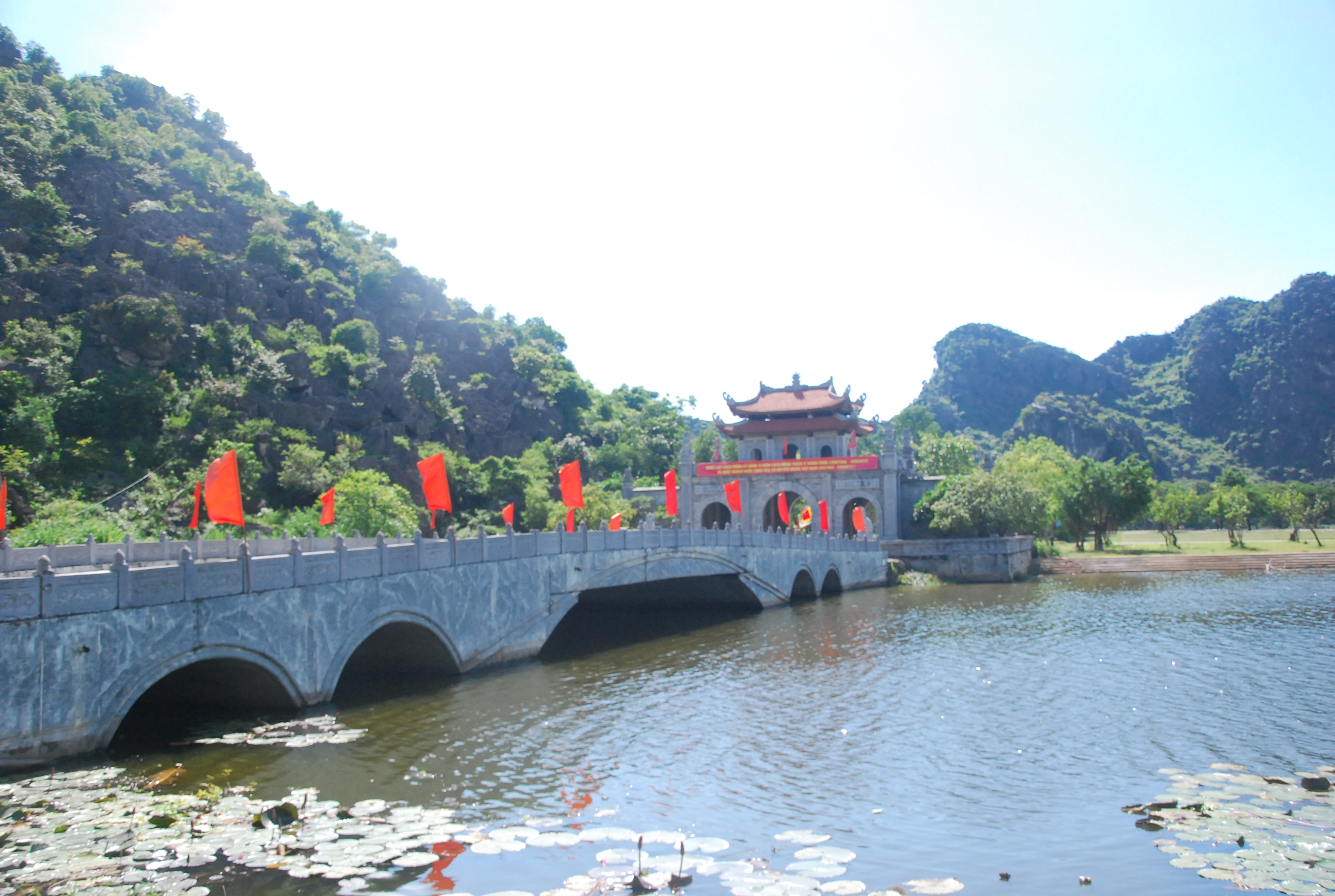
Cửa Đông vào đền Vua Đinh Tiên Hoàng

Quần thể di tích Cố đô Hoa Lư là hệ thống các di tích về kinh đô Hoa Lư của nước Đại Cồ Việt trong lịch sử Việt Nam. Khu di tích hiện thuộc phường Tây Hoa Lư tỉnh Ninh Bình, là một trong những di tích quốc gia đặc biệt quan trọng của Việt Nam và cũng là 1 trong 3 vùng lõi của quần thể di sản thế giới Tràng An đã được UNESCO công nhận. Hệ thống di tích ở Hoa Lư liên quan đến sự nghiệp của các nhân vật lịch sử thuộc ba triều đại nhà Đinh, nhà Tiền Lê và khởi đầu nhà Lý, tính từ Đinh Tiên Hoàng đến Lý Thái Tổ trong lịch sử. Hoa Lư là kinh đô đầu tiên của nhà nước phong kiến Trung ương tập quyền ở Việt Nam với các dấu ấn lịch sử: thống nhất giang sơn, đánh Tống - dẹp Chiêm và phát tích quá trình định đô Hà Nội. Năm 1010 vua Lý Thái Tổ dời kinh đô từ Hoa Lư (Ninh Bình) về Thăng Long (Hà Nội), Hoa Lư trở thành Cố đô. Các triều vua Lý, Trần, Lê, Nguyễn sau đó dù không đóng đô ở Hoa Lư nữa nhưng vẫn cho tu bổ và xây dựng thêm ở đây nhiều công trình kiến trúc như đền, lăng, đình, chùa, phủ… Trung tâm khu di tích lịch sử Cố đô Hoa Lư thuộc làng cổ Yên Thành, phường Tây Hoa Lư nhưng vẫn có nhiều di tích khác nằm ở các nơi thuộc tỉnh Ninh Bình. Với bề dày thời gian hơn 1000 năm, Cố đô Hoa Lư là nơi lưu trữ các di tích lịch sử qua nhiều thời đại. 

## Tổng quan
Phạm vi cố đô Hoa Lư gồm không gian hình thành, phát triển lịch sử; không gian cảnh quan, các địa danh, địa điểm, địa giới tự nhiên có quan hệ mật thiết trong quá trình hình thành Nhà nước Đại Cồ Việt và Cố đô Hoa Lư, bao gồm: khu vực Kinh thành, Hoàng thành, khu vực đồn trú, phủ đệ, lăng mộ, đình đền, chùa thuộc phường Tây Hoa Lư và một số nơi khác. Cụ thể như sau:
1. Di tích quốc gia đặc biệt Cố đô Hoa Lư, gồm: Đền thờ Vua Đinh Tiên Hoàng, vua Lê Đại Hành; chùa và động Am Tiên, Chùa Nhất Trụ, chùa Ngần, đình Yên Thành, phủ Đông Vương, phủ Kình Thiên, đền thờ Thục Tiết công chúa, bia cửa Đông, lăng vua Đinh, lăng vua Lê và núi Mã Yên, hang Muối và hang Quàn.
2. Di tích trong khu vực trung tâm Cố đô Hoa Lư thuộc khu vực bảo vệ của Di sản thế giới Quần thể danh thắng Tràng An và vùng đệm, gồm: Đình Yên Trạch, bia Cầu Rền, hang Bim, chùa Duyên Ninh, hang Luồn và núi Cái Hạ, chùa Bà Ngô, động Liên Hoa, chùa và động Bàn Long, chùa và động Hoa Sơn, hang Đìa, chùa Am, đền Hành Khiển, chùa Bi, chùa Tháp, chùa Tôm, cầu Hội, cầu Ghềnh Tháp, trấn Áng Ngũ, quán Vinh; các khu vực Kinh thành, Hoàng thành, trấn thành, phủ đệ bao quanh kinh thành theo các hướng Đông, Tây, Nam, Bắc, nền cung điện nằm dưới lòng đất, di chỉ khảo cổ và các di tích có liên quan.
3. Di tích có liên quan trực tiếp với sự hình thành và phát triển Cố đô Hoa Lư và Nhà nước Đại Cồ Việt gồm: Chùa và Động Thiên Tôn, núi Non Nước (Hoa Lư), đền Thánh Nguyễn, lăng Phát Tích và núi Kỳ Lân, Nhà thờ và mộ Định Quốc công Nguyễn Bặc, núi Kiếm Lĩnh và đền Tô Hiến Thành (xã Đại Hoàng); đền Thung Lau và động Hoa Lư, đền Thung Lá (xã Gia Hưng).
4. Khu vực bảo tồn cảnh quan sông Hoàng Long, sông Sào Khê, sông Chanh và các chi lưu đoạn qua Kinh thành Hoa Lư; các trục, tuyến không gian cảnh quan văn hóa, các dãy núi, mỏm núi, hang động, quèn đá, thung lũng; tường thành núi đá tự nhiên, tường thành nhân tạo; các quần cư lâu đời gắn với Cố đô Hoa Lư và từng điểm di tích; các khu vực tổ chức hoạt động phát huy giá trị di tích, khu vực dân cư, tái định cư thuộc phạm vi quy hoạch di tích; kết nối hạ tầng kỹ thuật nội bộ và hệ thống giao thông, hạ tầng chung có liên quan.

| Đền Vua Đinh Tiên Hoàng | Đền Vua Lê Đại Hành           | Chùa Nhất Trụ                 | Phủ Vườn Thiên |
|                         |                               |                               |                |
| Cổng Đông               | QUẦN THỂ DI TÍCH CỐ ĐÔ HOA LƯ | QUẦN THỂ DI TÍCH CỐ ĐÔ HOA LƯ | Cổng Nam       |
| Đền Vua Lý Thái Tổ      | QUẦN THỂ DI TÍCH CỐ ĐÔ HOA LƯ | QUẦN THỂ DI TÍCH CỐ ĐÔ HOA LƯ | Tràng An       |
| Đền thờ Phất Kim        | QUẦN THỂ DI TÍCH CỐ ĐÔ HOA LƯ | QUẦN THỂ DI TÍCH CỐ ĐÔ HOA LƯ | Chùa Bái Đính  |
|                         |                               |                               |                |
| Động Am Tiên            | Động Thiên Tôn                | Đền thờ Đinh Bộ Lĩnh          | Chùa Bàn Long  |

## Các nhóm di tích
Ngay sau khi nhà Lý dời đô về Thăng Long, dân chúng từ bên ngoài kéo vào kinh thành sinh sống. Chính vì vậy mà ngoại trừ khu trung tâm cung điện giới hạn bởi ba cửa: cửa Bắc, cửa Đông và cửa Nam thì rất nhiều các công trình kiến trúc của cố đô Hoa Lư hiện tại nằm rải rác trong khu dân cư. Các di tích do 2 triều Đinh – Lê xây dựng gồm: dấu tích kinh thành, cung điện, các chùa cổ và các đền thờ thần. Các di tích do các triều đại sau xây dựng gồm hệ thống lăng mộ, đền, đình thờ các danh nhân thời Đinh – Lê. Tuy nhiên, các di tích thường có sự pha trộn kiến trúc do hoạt động tu bổ vì vậy mà các nhà nghiên cứu phân nhóm các di tích Hoa Lư theo loại di tích. Từ những di tích này các nhà nghiên cứu có thể hình dung được hình thức bố trí cung điện của kinh đô xưa.

### Kiến trúc đền thờ

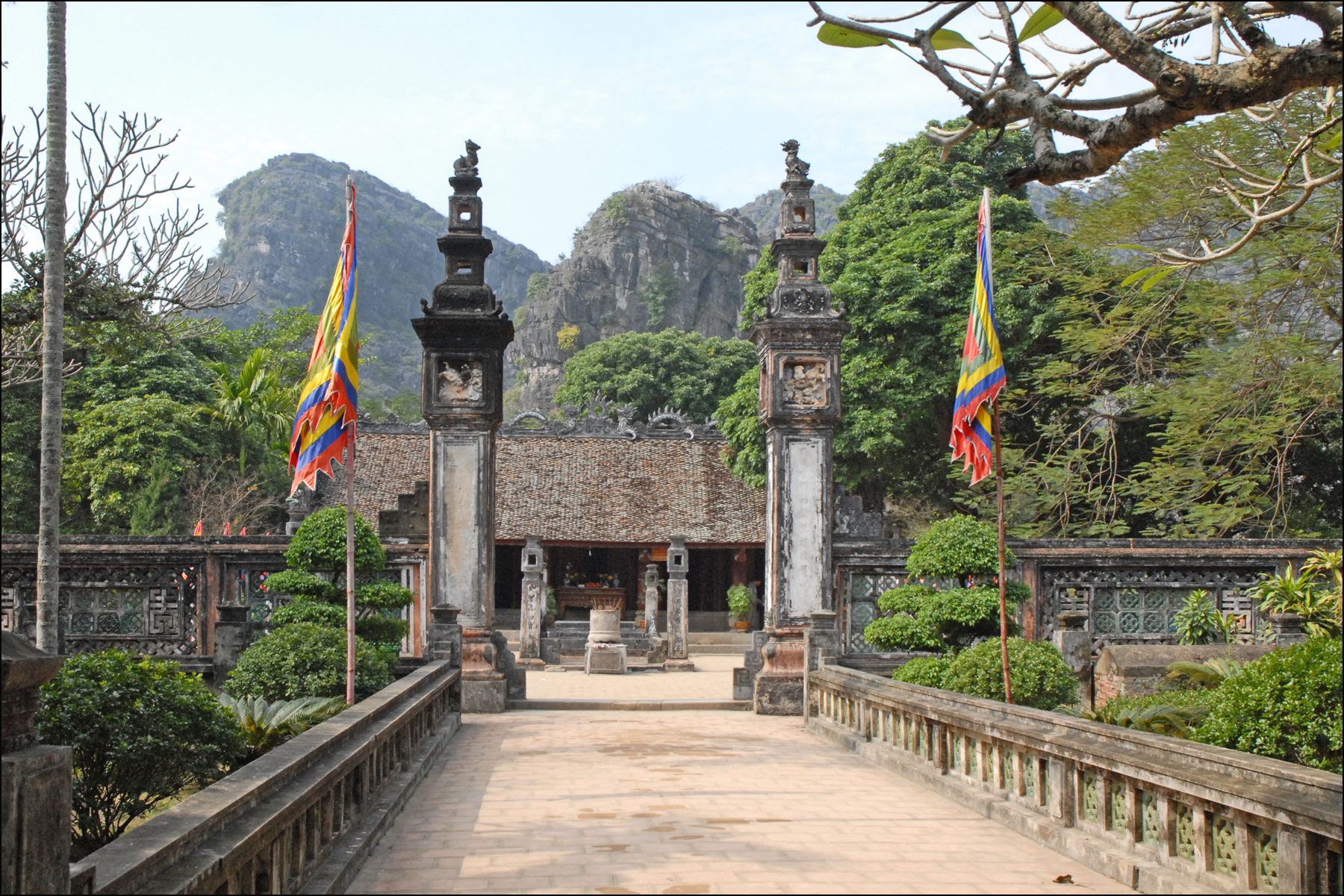
Cổng vào đền vua Đinh Tiên Hoàng, tháng 1 năm 2010

Đền Vua Đinh Tiên Hoàng và đền Vua Lê Đại Hành được xây dựng từ thời nhà Lý và xây dựng lại từ thời Hậu Lê theo kiểu nội công ngoại quốc và mô phỏng kiến trúc kinh đô xưa là 2 di tích quan trọng của khu di tích. Trước mặt đền Đinh là núi Mã Yên có hình dáng giống cái yên ngựa, trên núi có lăng mộ vua Đinh. Đền Đinh Tiên Hoàng là một công trình kiến trúc độc đáo trong nghệ thuật chạm khắc gỗ của các nghệ sĩ dân gian Việt Nam ở thế kỷ 17 và là công trình nghệ thuật đặc sắc với nhiều cổ vật quý hiếm được bảo tồn, như gạch xây cung điện có khắc chữ "Đại Việt quốc quân thành chuyên" (chữ Nho: 大越国軍城塼), cột kinh Phật khắc chữ Phạn, các bài bia ký… Chính cung đền thờ vua Đinh Tiên Hoàng và 3 hoàng tử: Đinh Liễn, Đinh Đế Toàn và Đinh Hạng Lang. Tòa thiêu hương đền có bài vị thờ 4 vị quan trung thần là Nguyễn Bặc, Đinh Điền, Trịnh Tú và Lưu Cơ. Trong nhà Khải Thánh có tượng thờ quốc lão Đinh Công Trứ và thái hậu Đàm Thị là phụ mẫu của Đinh Tiên Hoàng.
Đền Vua Lê Đại Hành nằm cách đền vua Đinh Tiên Hoàng 300 mét. Đền vua Lê quy mô nhỏ hơn nên không gian trong đền khá gần gũi và huyền ảo. Nét độc đáo ở đền thờ vua Lê Đại Hành là nghệ thuật chạm gỗ thế kỷ 17 đã đạt đến trình độ điêu luyện, tinh xảo. Tương truyền, bà mẹ mơ thấy hoa sen mà sinh ra Lê Hoàn, trong lúc đi cấy ở cạnh ao sen. Bà đã ủ Lê Hoàn trong khóm trúc và được con hổ chúa rừng xanh ấp ủ. Sau lời cầu xin của bà mẹ con hổ bỏ đi. Vì vậy mà nghệ thuật điêu khắc gỗ dân gian Việt Nam của các nghệ nhân ở đây cũng thống nhất với truyền thuyết về các đề tài ca ngợi Lê Hoàn. Chính cung đền thờ Lê Hoàn, Dương Vân Nga và Lê Long Đĩnh, tòa thiêu hương có bài vị thờ Phạm Cự Lượng, người có công cùng với Dương Vân Nga đưa Lê Hoàn lên ngôi.
Đền thờ Công chúa Phất Kim được xây dựng từ thời nhà Tiền Lê. Đền nằm gần đền thờ Lê Hoàn và chùa Nhất Trụ. Tương truyền vị trí này nằm trên nền nhà của cung Vọng Nguyệt, nơi trước đây bà đã ở. Chiếc giếng bà nhảy xuống tự vẫn đến nay vẫn còn trước của đền. Đền thờ Phất Kim là một ngôi đền cổ suy tôn người phụ nữ thế kỷ X, hiền lành, trung hậu và chịu nhiều sóng gió cuộc đời; giá trị tâm linh của ngôi đền còn thể hiện ở ý nghĩa: dù thời thế có đổi thay, thăng trầm nhưng cội nguồn văn hóa cổ là mãi mãi trường tồn.
Đền Vua Lý Thái Tổ là dự án được xây dựng từ nguồn vốn kỷ niệm 1000 năm Thăng Long Hà Nội. Sự xuất hiện ngôi đền này ở Hoa Lư khẳng định lại nhận thức của người Việt về vai trò của Hoa Lư đối với Lý Thái Tổ và ngược lại. Đây là ngôi đền đầu tiên thờ riêng Lý Thái Tổ, có phối thờ cùng Lý Thái Tông và hoàng hậu Lê Thị Phất Ngân - những người con của kinh đô Hoa Lư. Ngôi đền này không có kiến trúc theo kiểu nội công ngoại quốc như đền Đinh Lê mà nó mang dáng dấp của một ngôi chùa. Dự án đang triển khai thì phải đình lại do phát hiện các di tích khảo cổ trong lòng đất.

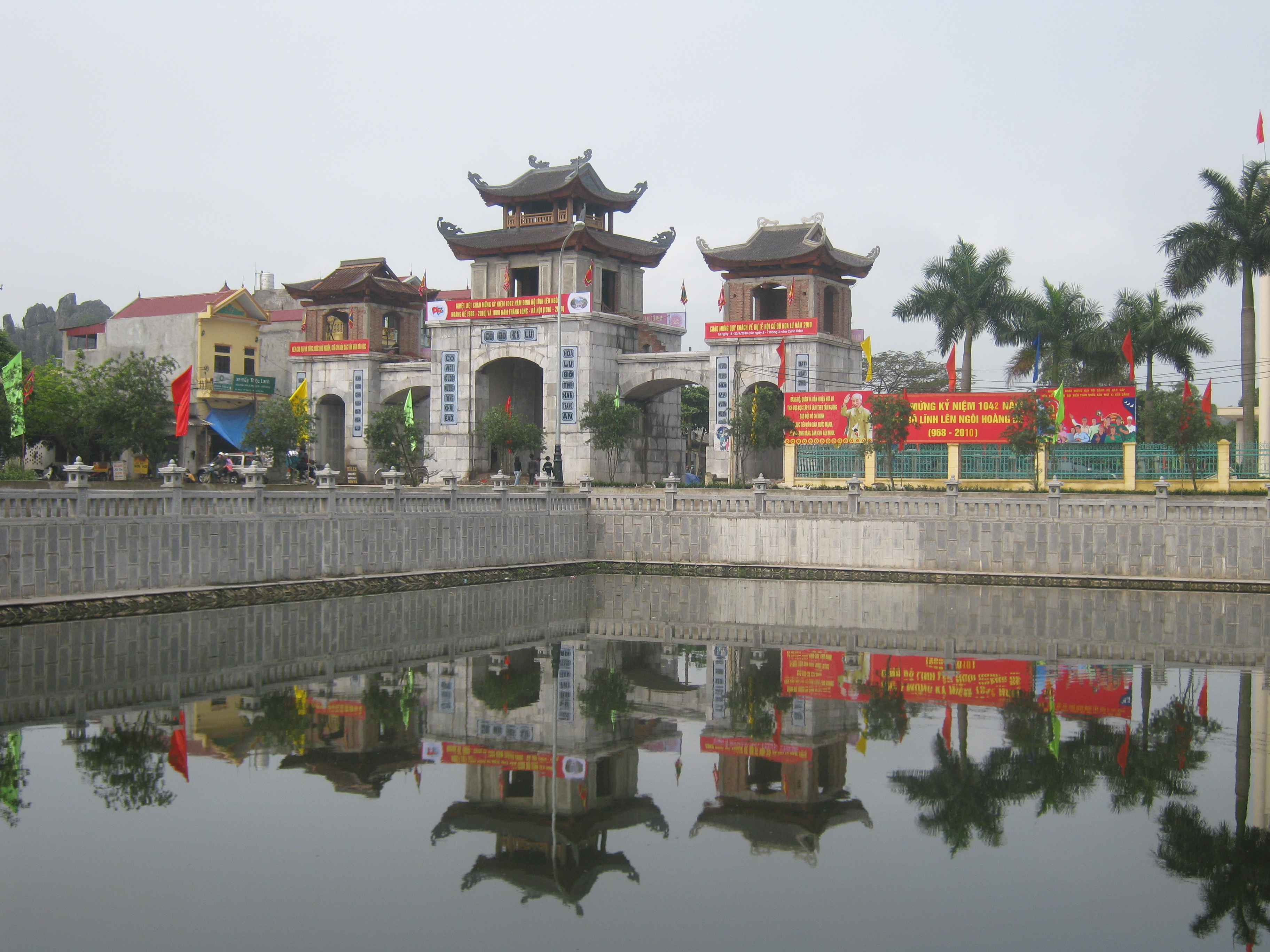
Cổng đông vào cố đô

Các vị thần trấn giữ ba hướng cửa vào thành ngoài, thành trong và thành nam được Vua Đinh Tiên Hoàng cho xây dựng đền thờ gồm trấn đông, trấn tây và trấn nam. 
- Động Thiên Tôn thờ thần Thiên Tôn, là vị thiên thần trấn đông hướng mặt trời mọc. Xưa nơi đây là tiền đồn để trình báo khi vào kinh đô Hoa Lư từ phía Đông. Trước lúc đem quân đi dẹp loạn 12 sứ quân, Vua đã sửa lễ vật vào cầu đảo trong động để mong được thần giúp đỡ. Về sau nơi đây nhà vua cho xây cất nhà Tiền Tế và Kính Thiên Đài là nơi tiếp đón các sứ thần nước ngoài trước khi nhà vua cho vào bệ kiến.
- Theo truyền thuyết, thần Cao Sơn là một vị thần núi ở Phụng Hóa (xã Thanh Sơn - Ninh Bình) mà từ nhỏ Đinh Bộ Lĩnh đã được mẹ đưa vào sống cạnh đền sơn thần trong động, vị thần sau này có công phù trợ quân Lê Tương Dực diệt được Uy Mục nên cũng được dân làng Kim Liên rước về thờ ở trấn phía Nam kinh thành, một trong Thăng Long tứ trấn. Cao Sơn đại vương khi đi tuần từ vùng Nam Lĩnh đến vùng Thiên Dưỡng, đã tìm ra một loài cây thân có bột dùng làm bánh thay bột gạo, lấy tên mình đặt tên cho cây là Quang lang (dân địa phương vẫn gọi là cây quang lang hay cây búng báng).[9] Thần đã dạy bảo và giúp đỡ người dân làm ăn sinh sống đồng thời bảo vệ khỏi các thế lực phá hoại vì vậy đã được Vua Đinh cho phép dân lập đền thờ.
- Đền Trần thờ thần Quý Minh, là vị thủy thần trấn ải Sơn Nam nằm ở vùng sông núi Tràng An. Đền do vua Đinh Tiên Hoàng xây dựng cùng thời với đền Hùng, sau này vua Trần Thái Tông về đây tu hành cải tạo bề thế hơn với các cột đá, đổi tên thành đền Trần,[10][11] là nơi thờ thần Quý Minh, vị thần trấn cửa ải phía nam Hoa Lư từ thời Hùng Vương thứ 18. Đền còn có tên là đền Nội Lâm (cùng với Vũ Lâm, Văn Lâm hợp thành Tam Lâm dưới triều Trần).

### Kiến trúc đình làng
Ngoài các đền thờ 2 vua Đinh, Lê thuộc sở hữu cộng đồng thì ngay trong kinh thành Hoa Lư, người dân cố đô vẫn lập những ngôi đình riêng của mỗi làng để thờ 2 vị vua này, đó là các di tích thuộc sở hữu của 7 làng cổ: Yên Thành, Yên Thượng, Yên Trung, Yên Hạ, Chi Phong, Yên Trạch, Lạc Hối.
- Đình Yên Thành nằm cạnh chùa Nhất Trụ, thuộc làng cổ Yên Thành là nơi trung tâm nhất của cung điện Hoa Lư xưa. Đình làng Yên Thành thờ cả hai vua Đinh - Lê làm thành hoàng. Làng cổ Yên Thành được giới hạn bởi 3 cổng chốt: cửa bắc vào trung tâm di tích Hoa Lư, cửa bắc vào kinh đô Hoa Lư xưa tại vị trí cầu Dền và cầu Đông nối với làng Yên Thượng. Đây là một làng cổ có vai trò trung tâm kết nối không gian giao thông và văn hóa với các làng lân cận của Hoa Lư tứ trấn. Làng nằm khá biệt lập, ba mặt giáp sông Sào Khê ngăn cách với làng Yên Thượng, phía nam giáp với các di tích trung tâm cố đô Hoa Lư, phía tây giáp với núi Đìa, núi Chợ. Làng Yên Thành được chia thành 4 thôn: Đông, Đoài, Nam, Bắc - chia thôn theo các hướng cổ truyền Việt Nam.
- Đình Yên Trạch thờ Vua Đinh Tiên Hoàng. Đình nằm ở làng cổ Yên Trạch, cách trung tâm quảng trường cố đô 2 km. Đình Yên Trạch nằm phía đông bắc của xóm Đình. Phía nam giáp đất thổ cư của dân xóm Đình, ba phía còn lại giáp với hồ, ruộng canh tác. Đình toạ lạc trên khoảng đất rộng, cao ráo. Đình được xây dựng quay hướng đông bắc, trông ra dãy núi Bên Bến, bên phải có núi Sách Sẻ cheo leo, bên trái xa xa có núi Rùa, tạo thế núi chống đỡ với trời cao. Phía trước có sông Phúc Hầu chảy từ sông Hoàng Long, qua núi Đông Lâm, vòng qua bên phải của Đình, tạo thủy tụ về. Theo thuật phong thủy và theo các cụ trong làng cho rằng có sơn tất có thủy tạo cảnh hữu tình nên đã cho đào hồ trước cửa và bên trái của Đình. Bên phải của Đình là đường đi giáp với sông Phúc Hầu.
- Đình Yên Hạ thờ Vua Lê Đại Hành.
- Các đình làng Yên Trung, Yên Thượng, Chi Phong, Lạc Hối đã bị phá hủy trong chiến tranh, hiện đã có kế hoạch phục dựng.

### Kiến trúc chùa cổ
Sau khi đã là kinh đô, Hoa Lư dần trở thành trung tâm Phật giáo. Theo các thư tịch và dấu vết còn sót lại, vào thế kỷ 10, tại đây đã có khá nhiều chùa tháp như chùa Bà Ngô, chùa Cổ Am, chùa Duyên Ninh, chùa Am Tiên, chùa Tháp, chùa Bàn Long, chùa động Thiên Tôn, chùa Hoa Sơn (nhà Đinh); chùa Kim Ngân, chùa Nhất Trụ, chùa Đẩu Long (nhà Tiền Lê). Theo chính sử, Vua Đinh Tiên Hoàng là người đầu tiên đặt chức tăng thống phật giáo trong lịch sử mà quốc sư đầu tiên của Việt Nam là Khuông Việt. Điều độc đáo ở đây là có khá nhiều chùa được xây dựng trong các hang núi đá vôi, dựa vào núi đá hoặc tận dụng hẳn núi đá làm chùa mà tiêu biểu là các động chùa: Hoa Sơn, Thiên Tôn, Bích Động, Địch Lộng, Bái Đính, Linh Cốc…

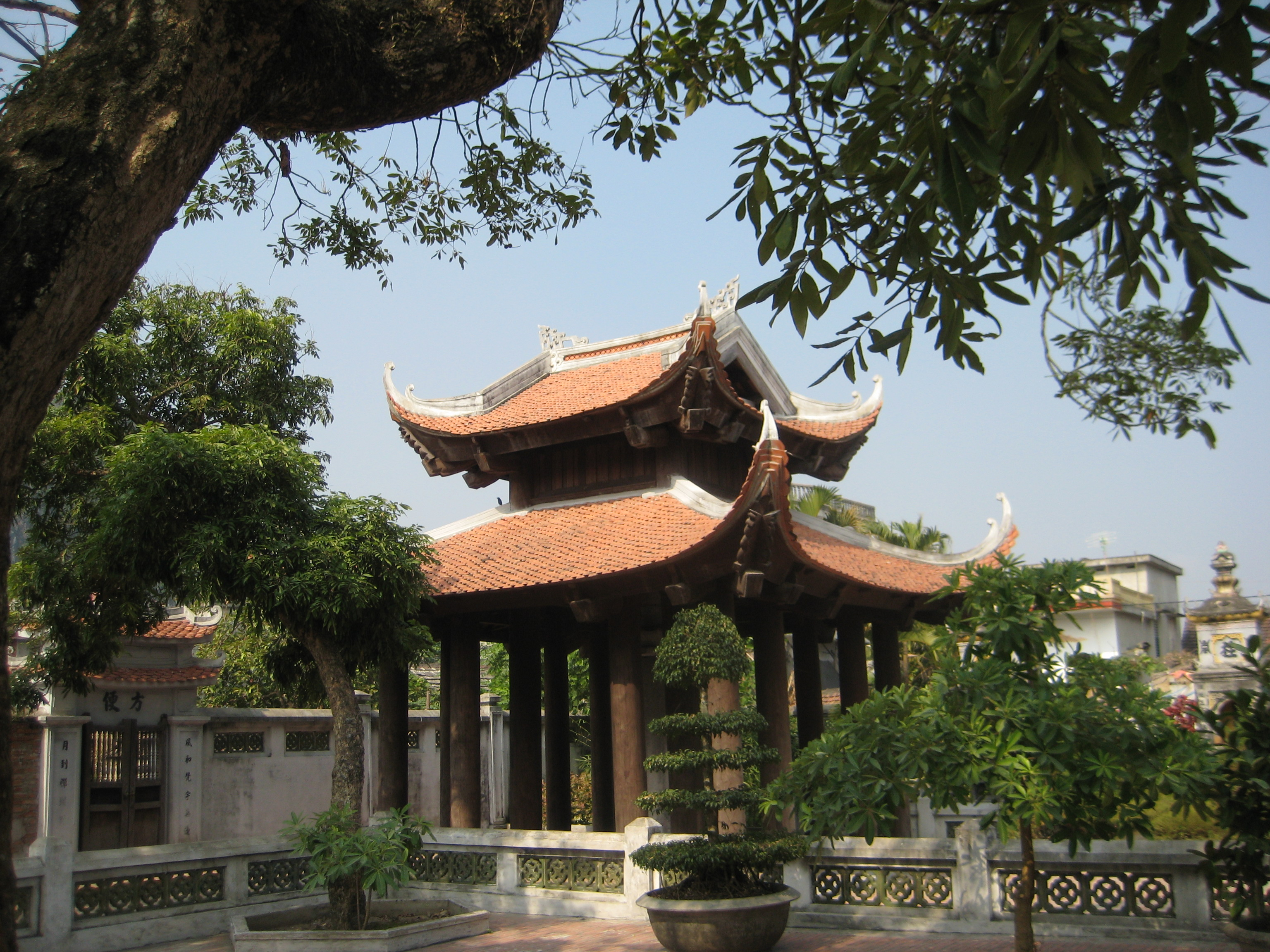
Thạch kinh chùa Nhất Trụ

Chùa Nhất Trụ (hay chùa Một Cột) cùng với đình Yên Thành tọa lạc ở gần đền Vua Lê Đại Hành, được Vua Lê Đại Hành xây dựng để mở mang phật giáo. Hiện còn cột kinh Phật trước chùa vẫn giữ nguyên vẹn từ nghìn năm trước, được coi là thạch kinh cổ nhất Việt Nam.
Chùa Bái Đính gồm có một khu chùa cổ và một khu chùa mới với đền thờ đức Thánh Nguyễn, hang động sáng thờ Phật, hang động tối thờ Tiên và đền thờ thần Cao Sơn. Quần thể chùa Bái Đính nằm ở vùng đất hội tụ đầy đủ yếu tố nhân kiệt theo quan niệm dân gian Việt Nam, đó là đất sinh Vua, sinh Thánh, sinh Thần. Chùa Bái Đính được các báo giới tôn vinh là khu chùa lớn nhất Đông Nam Á. Đây là một siêu chùa thuộc khu di tích cố đô Hoa Lư với nhiều kỷ lục được xác lập. Chính vì vậy mà nơi đây sớm trở thành một điểm đến nổi tiếng.
Chùa Bà Ngô được xây từ thời nhà Đinh. Nằm bên phải bờ sông Hoàng Long thuộc khu vực ngoại vi thành Hoa Lư xưa. Tấm bia đá dựng ở chùa, niên đại 1877 có đoạn: "Chùa Bà Ngô trong ấp ta là một danh lam của đô cũ Đại Việt trước. Vốn là một danh thắng nhưng do thế đại chuyển dời, phong quang thay đổi, am ngọc quạnh quẽ dưới ánh dương tà, chùa báu điêu tàn trơ trọi trong ánh trăng đêm". Tương truyền là nơi hoàng hậu mẹ Ngô Nhật Khánh tu hành. Trong chùa có bức đại tự thời Nguyễn ghi 3 chữ Bà Sa tự. Theo từ điển Hán Việt, Sa có nghĩa là nhiều khổ não. Chùa Bà Ngô ở thế kỷ thứ X chính là nơi tiến hành nghi thức sám hối, rửa sạch mọi tội lỗi nghiệp chướng trần gian. Tại đây còn khai quật được ngôi mộ cổ thời Hán – Đường.
Chùa Bàn Long cũng được hình thành từ thời Đinh. Khi chúa Trịnh Sâm đã đến thăm, tay đề ba chữ lớn: "Bàn Long Tự" trên vách cửa động. "Bàn Long" là bệ rồng - bệ đá rồng ngồi. Tấm bia ở vách núi khắc vào thế ký 16 có ghi: "Từ thành cổ Hoa Lư men theo núi đá mà đi về phía nam đến làng Khê Đầu, ở đó có chùa Bàn Long. Đây là danh thắng từ ngàn xưa. Trải các triều Đinh, Lê, Lý, Trần chùa này càng thêm nổi tiếng".
Chùa Tháp là ngôi chùa cổ mà nay chỉ còn lại vết tích ở nền sông Hoàng Long. Trong số tảng đá chân cột, có những viên hình vuông cạnh hơn 1 m và vòng tròn ở giữa có đường kính 0,68 m. Chùa tên là chùa Tháp vì có tháp Báo Thiên thời Đinh-Lê.
Chùa Kim Ngân là một ngôi chùa cổ nằm ở thôn Chi Phong, thuộc vòng thành trong ở phía tây, xưa là nơi cất giữ vàng bạc từ khi vua Lê Đại Hành cày tịch điền ở ruộng Kim Ngân. Chùa Duyên Ninh xưa là nơi vui chơi của các công chúa, nơi đây Lý Thái Tổ và công chúa Lê Thị Phất Ngân đã thề hẹn ở đó mà sinh ra Lý Thái Tông.
Hoa Sơn động nằm ở thôn Áng Ngũ, trên độ cao gần 70 mét. Tương truyền động Hoa Sơn là nơi nuôi Ấu chúa thời vua Đinh. Tên trước của động là chùa Bà Đẻ, sau vua Tự Đức đến thăm đã đặt lại tên động là Hoa Sơn.
Chùa động Am Tiên như một thế giới riêng biệt. Có một tấm bia cổ, từ thời Lý, chữ đã mờ hết đọc không được. Nhưng tấm bia dựng thời vua Đồng Khánh, chữ viết còn rõ ràng, nói về việc tu sửa chùa và động. Đây là nơi vua Đinh Tiên Hoàng nuôi hổ báo để trừng trị những người phạm tội nặng. Đến thời Lý, nhà sư Nguyễn Minh Không đã ở trong hang tụng kinh thuyết pháp, xây bệ thờ Phật ở trong hang, người đời sau mới mở ra cảnh chùa chiền để khách thập phương hành hương đến đó.
Chùa Am thuộc thôn Yên Trung, nằm ở phía tây bắc núi Đìa; chùa Đìa thuộc thôn Yên Thành, nằm ở phía đông nam núi Đìa, xã Trường Yên. Đây là hai chùa cổ thời Đinh xây dựng theo kiểu động chùa, tựa lưng vào núi.
Chùa Bát Long ở hồ Núi Lớ, phường Hoa Lư thờ 8 vị Vua thời 12 sứ quân là Ngô Xương Xí, Đỗ Cảnh Thạc, Phạm Bạch Hổ, Kiều Công Hãn, Nguyễn Khoan, Nguyễn Siêu, Nguyễn Thủ Tiệp, Kiều Thuận. Chùa Đẩu Long cũng nằm gần chùa Vàng thờ Lê Đại Hành và nhiều danh nhân thời Trần.

### Hệ thống lăng, bia
Nhà bia Lý Thái Tổ là di tích được thành phố Hà Nội xây dựng tại cố đô Hoa Lư. Sau khi dời đô về Thăng Long, nhà Lý vấn kế thừa các thành quả có được từ kinh đô Hoa Lư trước đó. Để tưởng niệm công lao đặt nền móng xây dựng độc lập tự chủ của đất nước và nhớ đến Cố đô Hoa Lư, nhà Lý đã lấy tên một số công trình ở Hoa Lư đặt cho nhiều khu vực ở Thăng Long mà chúng vẫn tồn tại đến tận nay như: Ô Cầu Dền, phố Tràng Tiền, phố Cầu Đông, chùa Một Cột, ngã ba Bồ Đề, cống Trẹm, tháp Báo Thiên...
Lăng vua Đinh và lăng vua Lê đều xây từ năm 1840, trùng tu vào năm 1885 và tới năm 2020 được trùng tu lại. Lăng vua Đinh xây bằng đá, được đặt trên đỉnh núi. Trước lăng một tấm bia đá có đề chữ mà qua đó, người đời sau biết được lăng được xây dựng từ năm Minh Mạng thứ 21 và đến năm Hàm Nghi thứ nhất có trùng tu lại. Lăng Vua Lê Đại Hành cũng xây bằng đá nhưng nằm dưới chân Mã Yên Sơn đi về hướng nam, có khuôn viên rộng hơn. Trước lăng cũng có bia dựng từ đời Minh Mạng. Lăng mộ Đinh Bộ Lĩnh được đặt ở chính giữa núi, nơi võng xuống thấp mà dân gian hình dung là cái yên ngựa. Tương truyền, cách tôn thờ như vậy để đề cao tinh thần thượng võ của vua Đinh dù người đã mất.
Bia Cầu Dền là một tấm bia cổ, minh chứng xác thực cho sự xuất hiện chiếc cầu đá bắc qua sông Sào Khê và cũng là một cửa ngõ của kinh thành Hoa Lư từ thời nhà Đinh. Ở Hà Nội sau này, Ô Cầu Dền (Triền Riều) cũng là một cửa ngõ của kinh thành Thăng Long, xuất hiện trong sử từ thời Lý, thế kỷ XI- XII  Bia Cửa Đông (còn gọi là bia hang Thầy Bói) được tạc dưới chân núi Đầm, gọi cửa thành này là Đông Môn, là nơi bá quan văn võ qua lại mỗi khi vào triều bệ kiến. Nay còn địa danh xóm Đông Môn và núi Thanh Lâu nằm cạnh đường còn gọi là Núi Cổng, nhưng vết tích của cửa thành thì hoàn toàn không còn do con đường qua đây luôn được cải tạo và mở rộng. Cầu Đông là cây cầu bắc qua sông Sào Khê, nằm giữa vị trí hang thầy bói và chợ Cầu Đông mà dân gian có câu: "Bà già đi chợ cầu Đông, xem một quẻ bói lấy chồng lợi chăng? Thầy bói gieo quẻ nói rằng, lợi thì có lợi nhưng răng không còn".

### Hệ thống phủ, trấn

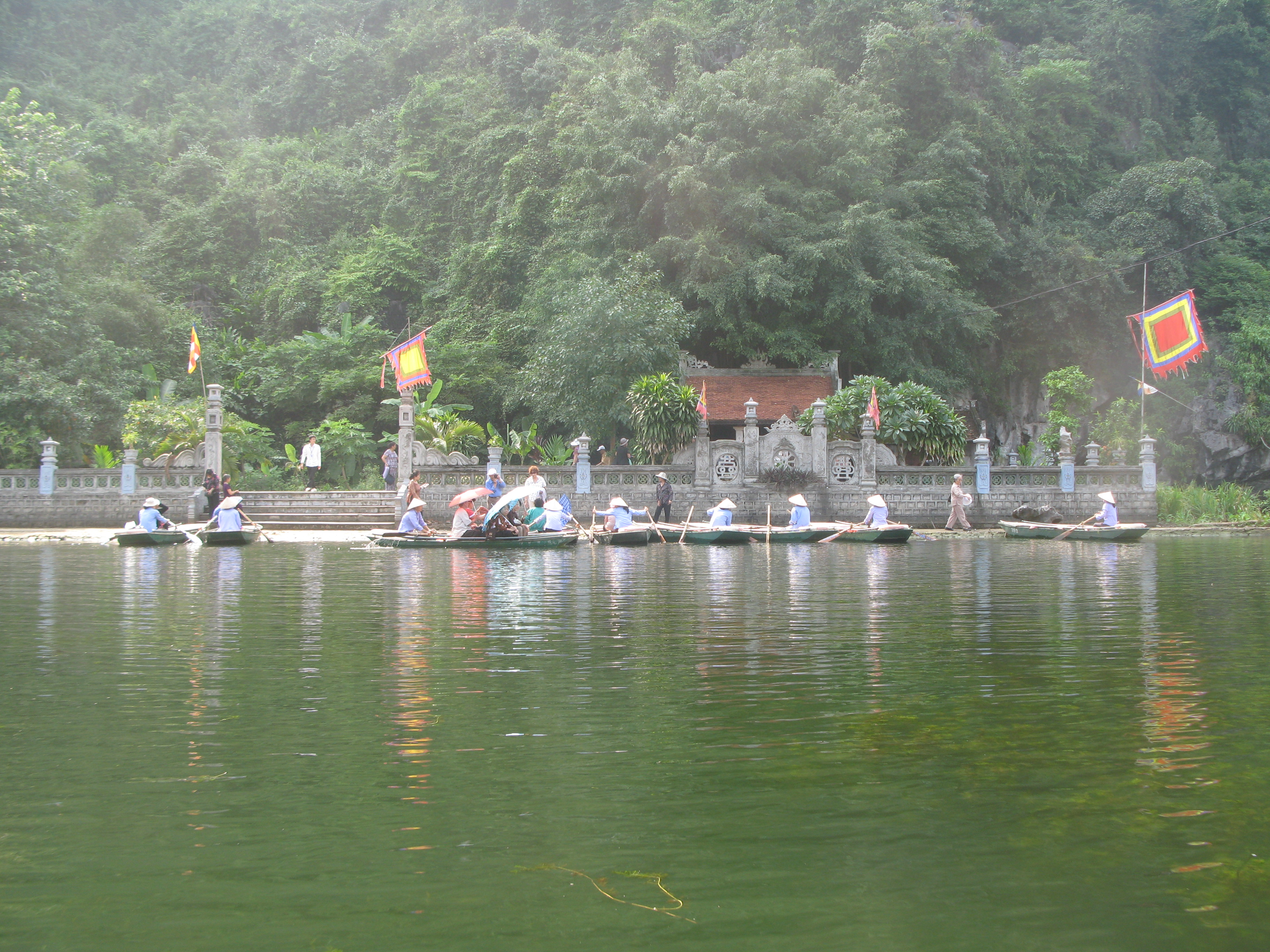
Phủ đột (đền Trình) ở Tràng An

Nằm rải rác trong khu dân cư cố đô Hoa Lư có rất nhiều các công trình phủ, trấn cổ kính thờ các quan thời Đinh - Lê và các thái tử, công chúa ở 2 triều đại này. Phủ là nơi trấn giữ, làm việc của quan lại thời Đinh Lê, khi kinh đô Hoa Lư trở thành cố đô thì phủ trở thành nơi thờ phụng.
- Phủ Vườn Thiên nằm cách quảng trường trung tâm khu di tích cố đô Hoa Lư 600m. Phủ còn được gọi là phủ Kình Thiên, thờ thái tử Lê Long Thâu, con cả vua Lê Đại Hành, là người cai quản Tháp Tư thiên. Tháp có nhiệm vụ quan sát thiên tượng, dự đoán thời tiết hàng ngày.
- Phủ Đông Thành thuộc thôn Đông Thành thờ Đông Thành Vương, tức hoàng tử Lê Long Tích con thứ hai của Vua Lê Đại Hành; Tại đây còn phối thờ Khai Quốc Vương cai quản Hoa Lư sau khi nhà Lý dời đô về Thăng Long;
- Phủ Đông Vương thuộc thôn Vàng Ngọc có tượng thờ Đông Thành Vương, tức hoàng tử Lê Long Tích con thứ hai của Vua Lê Đại Hành;
- Phủ Phù Dung hay phủ Bà Chúa thuộc thôn Yên Trạch, gần chân núi Cột Cờ thờ công chúa Đinh Phù Dung, con Vua Đinh Tiên Hoàng và phò mã Trương Ma Sơn.
- Phủ Bến Đò nằm ở bên sông Hoàng Long, thờ Đông Thái Đại Vương là vị quan coi cửa Bắc kinh đô Hoa Lư;
- Phủ Cửa Đền thờ Ngũ Đạo Đại Vương, vị tướng phụ trách 5 đạo quân;
- Phủ Vật thờ Cẩm Trà Đại Vương, tướng phụ trách tuyển quân, vào ngày 6/1 âm lịch có hội vật tưởng nhớ ông;
- Phủ Chợ thờ Ngũ Lầu Đại Vương, quan phụ trách ca hát cùng phối thờ bà tổ hát Chèo Phạm Thị Trân. Vào 1 tháng 1 âm lịch tại đây có hát ca trù tưởng nhớ ông; vào ngày 12/8 âm lịch có hát Chèo tưởng nhớ bà tổ hát Chèo;
- Phủ Đột (hay đền Trình) ở Tràng An là nơi thờ 2 vị quan nhà Đinh đã canh gách tại khu vực này; Đền Trần ở Tràng An do vua Trần Thái Tông xây dựng năm 1258, là nơi thờ thần Quý Minh, vị thần trấn cửa ải phía nam Hoa Lư tứ trấn;
- Phủ Khống ở Tràng An là nơi thờ 7 vị quan trung thần triều Đinh, gắn với các truyền thuyết khi vua Đinh Tiên Hoàng qua đời. Tại đây còn cây thị nghìn năm tuổi mà quả có hai loại: 1 tròn và 1 dẹt.[23]
- Phủ Thành Hoàng (còn gọi là đền Hành khiển thuộc thôn Áng Ngũ) thờ Nguyễn Bặc;
- Phủ Làng Thong ở thôn Thong Bái thờ một vị tướng được tôn gọi là Vạn Dần Đại Vương phụ trách thủy quân thường xuyên luyện tập ở sông Sào Khê, đoạn gần hang Luồn suốt hai triều Đinh và Tiền Lê.
- Phủ Thong Khống thờ Đinh triều tả, hữu thái giám triều Đinh.
- Phủ Áng Lẫm thờ Đinh triều tả, hữu thái giám triều Đinh.
- Phủ Liên Hoa thờ Đinh triều tả, hữu thái giám triều Đinh.
- Phủ Áng Mương thờ Đinh triều tả, hữu thái giám triều Đinh.
- Phủ Ngòi Gai thờ Đinh triều tả, hữu thái giám triều Đinh.
- Phủ Thánh Quý hay đền Bin thờ Thần Quý Minh và Lão La đại thần Ninh Hữu Hưng, Tổ nghề mộc người xây dựng kinh đô Hoa Lư.[24]
- Phủ Văn Lâm hay đình Tổ Nghề ở bến đò Tam Cốc thờ hoàng hậu Nguyễn Thị Sen - Thánh tổ làng nghề thêu ren Văn Lâm.

### Bảo vật quốc gia
Cố đô Hoa Lư không chỉ là khu di tích quốc gia đặc biệt quan trọng mà còn lưu giữ 5 bảo vật quốc gia đã được thủ tướng chính phủ công nhận là Cột kinh Phật tại chùa Nhất trụ; Long sàng trước Nghi môn ngoại và trước Bái đường Đền thờ Vua Đinh Tiên Hoàng; Bộ Phủ Việt đền thờ Vua Đinh Tiên Hoàng; Bộ Phủ Việt đền thờ Vua Lê Đại Hành và Sưu tập cột kinh Phật thời Đinh, niên đại Thế kỷ X.
- Long sàng trước Nghi môn ngoại và trước Bái đường Đền thờ Vua Đinh Tiên Hoàng: Cố đô Hoa Lư, Ninh Bình là nơi lưu giữ hai chiếc sập đá vô cùng độc đáo, là một bảo vật vô tiền khoáng hậu trong mỹ thuật Việt Nam. Hai chiếc sập đá cũng có thể gọi là long sàng này là một trong những hiện vật quan trọng nhất của ngôi đền vua Đinh. Hai chiếc sập đá này xác lập những kỷ lục lần đầu tiên và duy nhất trong mỹ thuật Việt.[25]
- Cột kinh Phật tại chùa Nhất Trụ được dựng từ thế kỷ thứ X đến nay vẫn còn tại vị trí cũ. Với những nét độc đáo, Cột kinh Phật đã minh chứng cho thời kỳ phát triển rực rỡ đạo Phật ở Việt Nam. Đây là thời kỳ bắt đầu giành độc lập, thống nhất thể hiện sự khéo léo trong nghệ thuật trang trí, chạm khắc trên đá, nghệ thuật chế tác của ông cha ta thời bấy giờ. Với kiến trúc độc đáo trên, trải qua hàng ngàn năm nhưng các bộ phận của cột vẫn không tách rời và giữ được vẻ nguyên sơ.[26]
- Bộ Phủ Việt đền thờ Vua Đinh Tiên Hoàng gồm 2 Phủ Việt, mỗi Phủ Việt nặng 45 kg, dài 300 cm, dày 0,7 cm. Phủ Việt được chế tạo dựa trên hình ảnh của lưỡi rìu chiến kết hợp với đinh ba, là hai trong số các binh khí trong bộ đồ tế khí tại các di tích, đặc biệt được chú trọng tại các đền thờ các vị anh hùng dân tộc, trở thành vật thiêng trong không gian thờ cúng của người Việt. Phủ Việt tại đền thờ vua Đinh Tiên Hoàng được chế tạo cầu kỳ, tinh xảo và kỹ lưỡng với sự cách điệu hóa cao, khác xa với Phủ Việt là đồ tế khí thông thường. Phần giữa thân của Phủ Việt được trổ thủng hình ảnh rồng mẹ và rồng con xoắn xuýt lấy nhau, tạo nên một ổ rồng, không quá khuôn cứng trong một hình mẫu có sẵn như các ổ rồng ở thời Minh - Thanh, Trung Hoa. Tạo hình của cán phủ việt có tiết diện hình bát giác, hoàn toàn khác biệt với những phủ việt thông thường, đều có thân hình tròn. Phủ Việt tại đền thờ Vua Đinh Tiên Hoàng là một tác phẩm hàm chứa nhiều giá trị biểu tượng, giá trị văn hóa nghệ thuật và tín ngưỡng tâm linh sâu sắc. Đôi Phủ Việt thờ Vua Đinh Tiên Hoàng là sự sáng tạo đem đến giá trị độc đáo về loại hình khiến Phủ Việt ở đây không hề giống với bất cứ hiện vật cùng tên gọi ở bất cứ nơi nào. Kỹ thuật điêu khắc và sơn thếp đạt tới đỉnh cao khiến trải qua hơn 400 năm, sắc màu của Phủ Việt vẫn còn giữ được như xưa.
- Bộ Phủ Việt đền thờ Vua Lê Đại Hành gồm 2 Phủ Việt, mỗi Phủ Việt nặng 42 kg, dài 317 cm, dày 06 cm. Phủ Việt có cấu tạo gồm ba phần: thân, đế và cán. Thân Phủ Việt là bộ phận trung tâm và quan trọng nhất, được chế tạo công phu. Thông qua hoa văn trang trí, phong cách nghệ thuật, ngôn ngữ thể hiện trên Phủ Việt có thể đoán định niên đại của Phủ Việt trùng khớp với niên đại của văn bia có dòng lạc khoản ghi rõ năm tạo tác 1612. Bộ Phủ Việt thờ tại đền Vua Lê Đại Hành là cổ vật độc bản. Hiện vật có hình thức độc đáo, được sáng tạo để tách riêng Phủ Việt ra khỏi bộ chấp kích để làm đồ thờ thông thường, mà trở thành một biểu tượng cho quyền uy của Vua Lê Đại Hành. Đề tài trang trí mỹ thuật mang ngôn ngữ nghệ thuật thời Lê Trung hưng. Chất lượng sơn son thếp vàng sang trọng, họa tiết hoa văn mang đậm yếu tố cung đình; đồng thời cũng phản ánh sự song hành và hòa quyện ba tôn giáo Đạo - Phật - Nho trong tín ngưỡng Việt Nam.
- Sưu tập cột kinh Phật thời Đinh Thế kỷ X: gần 40 cột kinh thời Đinh được phát hiện ở ven bờ phải sông Hoàng Long, vùng ngoại thành khu Cố đô Hoa Lư. Đây là những bản văn tự cổ nhất và duy nhất từ thời nhà Đinh còn để lại. Cột kinh Phật là những di vật quý về kiến trúc nghệ thuật, nó giúp chúng ta hiểu thêm về Cố đô Hoa Lư, về những biến cố xảy ra dưới vương triều nhà Đinh cách nay hơn 1.000 năm trước. Trong số 21 cột kinh hiện đang được bảo quản trong kho Bảo tàng tỉnh trên tổng gần 40 cột kinh đã được đưa lên khỏi lòng đất, một số trong đó còn đầy đủ các bộ phận. Tất cả đều bằng đá xanh, kích cỡ các cột không đều nhau, có cột to, có cột nhỏ, có cột cao, có cột thấp. Các câu kệ khắc trên cột kinh Hoa Lư chủ yếu là ca ngợi tài trí và công đức của Phật. Việc tìm hiểu các cột kinh thời Đinh ở Hoa Lư giúp làm sáng tỏ giai đoạn lịch sử quan trọng thời Đinh Lê thế kỷ X và kinh đô Hoa Lư, về các nhân vật, chính biến lịch sử, về kiến trúc nghệ thuật, tôn giáo…

## Dấu tích kinh thành

### Cung điện dưới lòng đất

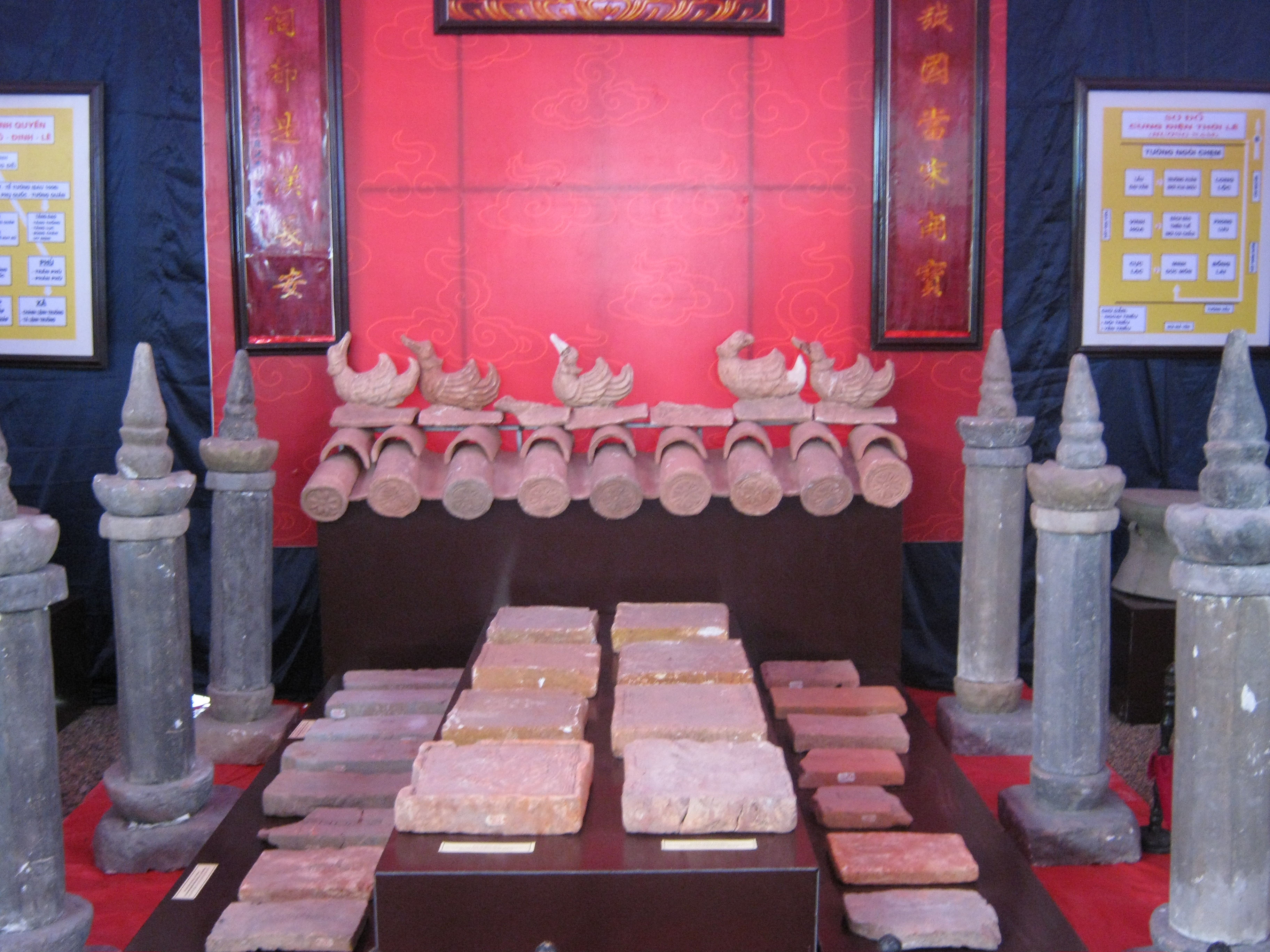
Một số cổ vật thế kỷ X

Tại khu vực đền vua Lê, Các nhà khảo cổ đã khai quật một phần nền cung điện thế kỷ X. Chứng tích nền cung điện nằm sâu dưới mặt đất khoảng 3m đã được khoanh vùng phục vụ khách tham quan. Tại đây còn trưng bày các phế tích khảo cổ thu được tại Hoa Lư phân theo từng giai đoạn lịch sử: Đinh-Lê, Lý và Trần. Sau chương trình điền dã của dự án hợp tác văn hoá Việt Nam - Phần Lan tiến hành khảo sát; vết tích nền móng cung điện thế kỷ X đã được phát hiện bởi đợt khai quật của Viện Khảo cổ học. Trong số hàng trăm hiện vật cổ tìm thấy tại đây, có những viên gạch lát nền có trang trí hình hoa sen tinh xảo, đặc biệt loại lớn có kích thước 0,78m x 0,48m. Có những viên gạch còn hằn dòng chữ "Đại Việt quốc quân thành chuyên" (gạch chuyên xây dựng thành nước Đại Việt). Có những ngói ống có phủ riềm, nằm sâu dưới đất ruộng, khai quật lên, còn lành nguyên và cả những chì lưới, vịt... làm bằng đất nung.
Kết quả đợt khai quật tại khu vực đền Lê Hoàn năm 1997 đã hé mở phần nào diện mạo của kinh đô Hoa Lư: thành quách kiên cố, nhiều kiến trúc lớn và trang trí cầu kỳ mang đậm phong cách nghệ thuật riêng thời Đinh - Lê đơn giản, khỏe khoắn.
Năm 2009, Bảo tàng Lịch sử Việt Nam phối hợp với Sở Văn hoá, Thể thao và Du lịch Ninh Bình tiến hành khai quật khảo cổ học khu vực trung tâm Di tích Cố đô Hoa Lư. Dự án nghiên cứu khảo cổ học khu di tích Cố đô Hoa Lư năm 2009 - 2010 là bước khởi đầu nhằm định hình cho quá trình nghiên cứu lâu dài, phục vụ hiệu quả cho công tác bảo tồn, tôn tạo và quy hoạch tổng thể khu di tích lịch sử, văn hoá Cố đô Hoa Lư trong những năm tiếp theo. Trong đợt khai quật lần này, các nhà khảo cổ tập trung thám sát, khai quật tại khu vực đồng Cây Khế phía Bắc đền vua Lê. Kết quả bước đầu đã làm phát lộ dấu tích của tường gạch xây bằng loại gạch Đại Việt Quốc Quân Thành Chuyên, loại gạch chuyên để xây thành, cùng nhiều loại hình vật liệu xây dựng và trang trí kiến trúc thời Đinh Lê. Bên cạnh việc xác định được các vết tích kiến trúc và kỹ thuật xây dựng đương thời, công tác khảo cổ còn đưa lên khỏi lòng đất nhiều di vật quý giá góp phần nghiên cứu một cách toàn diện về lịch sử, văn hoá…của vùng đất Cố đô Hoa Lư.
Phải đến hơn 10 năm sau kể từ cuộc khai quật của Bảo tàng Lịch sử Quốc gia, Viện Khảo cổ học mới tiếp tục công việc khai quật tại khu vực di tích Cố đô Hoa Lư. Căn cứ vào kết quả cuộc khai quật từ trước đến nay, vào tháng 3/2021, nhóm của TS. Nguyễn Ngọc Quý đã quyết định mở thêm các hố khai quật và hố thăm dò xung quanh đền Vua Đinh và đền Vua Lê, từ đó phát hiện các dấu tích kiến trúc nền móng cung điện xuất lộ trên một không gian rộng lớn tính từ khu vực ngòi Chẹm (cổng Bắc di tích) qua khu Đền Đinh, Đền Lê đến cánh đồng Nội Trong với tổng chiều dài gần 700m. Kết quả cho thấy khu vực nội đô của kinh đô Hoa Lư ở thế kỷ X có quy mô và không gian phân bố các công trình kiến trúc rộng hơn nhiều so với những hình dung từ trước. Một thành công đáng kể là nhóm nghiên cứu phân ra được các giai đoạn phát triển của di tích - hai thời kỳ dưới thời nhà Đinh, nối tiếp bởi một giai đoạn dưới thời Tiền Lê.

### Thành thiên tạo
Cố đô Hoa Lư là một kiến trúc hài hòa giữa nhân tạo và thiên tạo. Các triều vua đã sử dụng triệt để sự lợi hại của những dãy núi và hệ thống sông hào làm thành quách để xây dựng cung điện. Qua thời gian, thành nhân tạo chỉ còn là những dấu tích, thành thiên tạo là những vách núi vẫn còn tồn tại mãi.

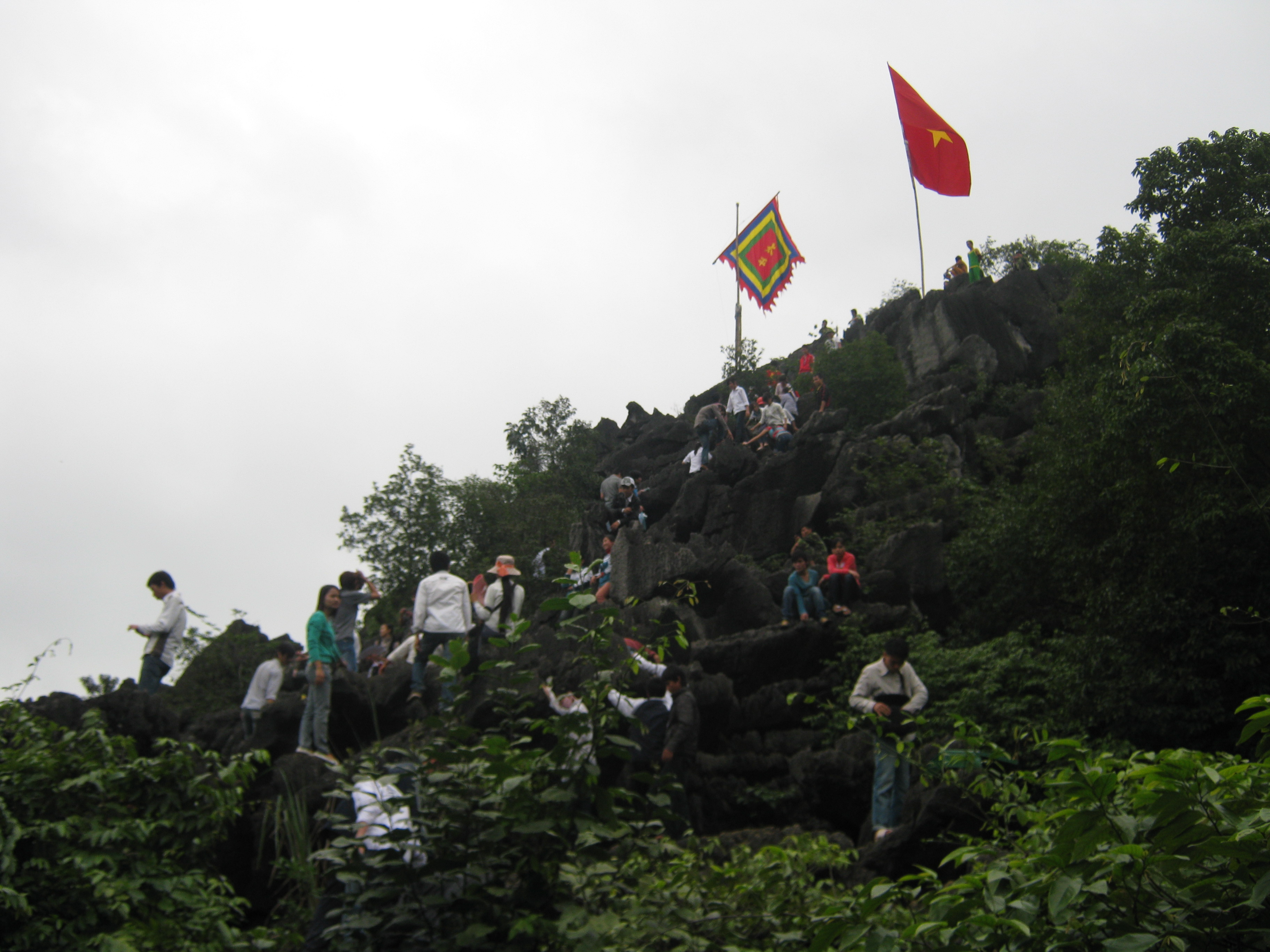
Lên núi Mã Yên thăm lăng Vua Đinh

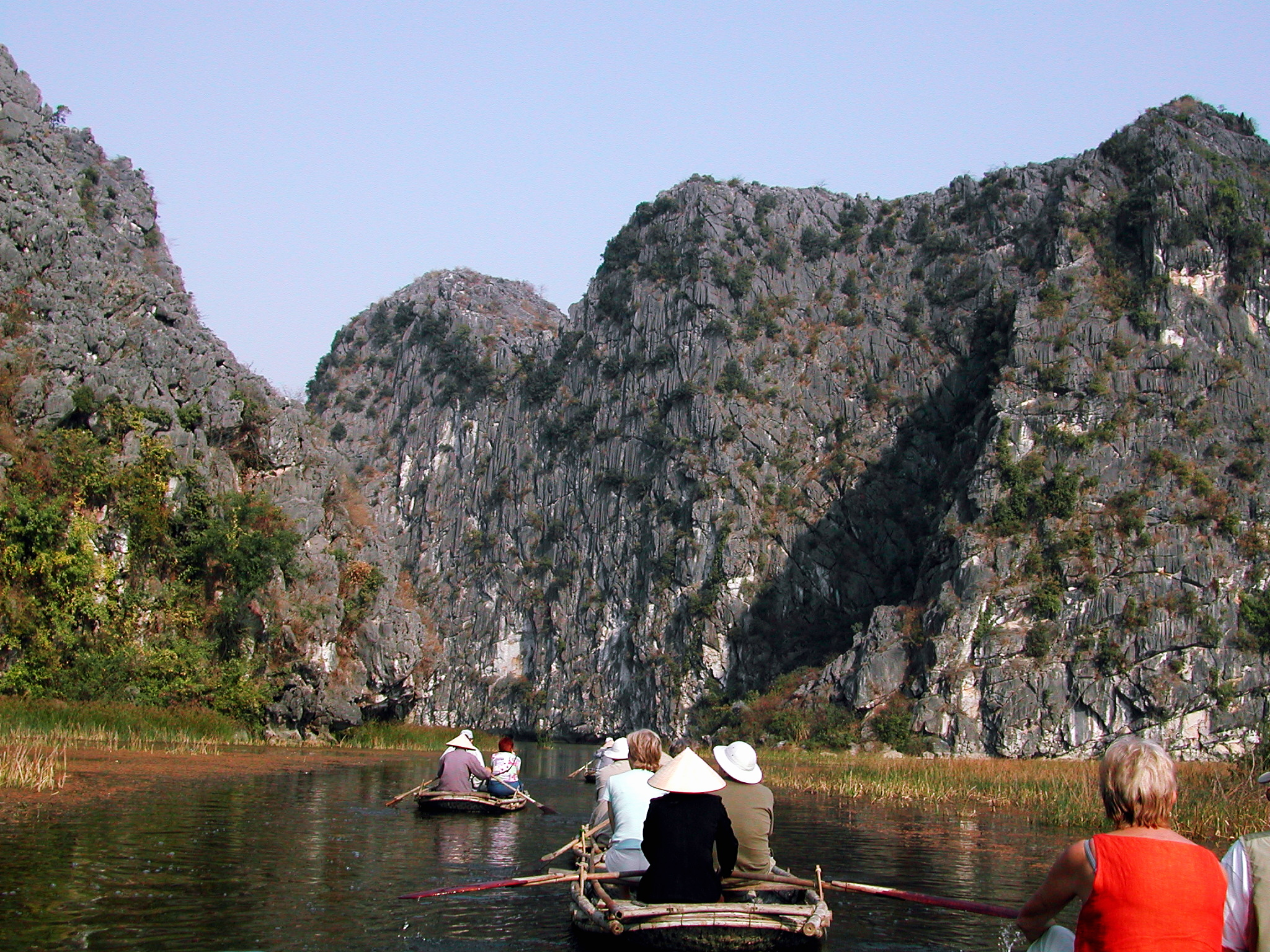
Hệ thống sông núi thành Nam của cố đô Hoa Lư

Núi Mã Yên: Tên núi Mã Yên vì trông xa núi có hình yên ngựa. Tương truyền khi dựng kinh đô Đinh Bộ Lĩnh đã lấy núi này làm án. Đứng ở trên đỉnh núi có thể nhìn rõ toàn cảnh Cố đô với dãy núi Rù bao quanh đền hai vua, rặng Phi Vân, núi Kiến, núi Cột Cờ và khu dân cư. Người xưa đã án táng Đinh Tiên Hoàng trên đỉnh núi với quan niệm đề cao tinh thần thượng võ của người, dù mất vẫn còn trên yên ngựa, vì vậy để lên thăm lăng mộ vua Đinh Tiên Hoàng phải bước lên 150 bậc đá của núi Mã Yên.
Núi Cột Cờ: Phía đông bắc thành ngoại có núi Cột Cờ là nơi treo quốc kỳ Đại Cồ Việt, tại đây đã khai quật được dấu tích tường thành.
Ghềnh Tháp: Phía đông nam có ghềnh tháp là nơi Đinh Tiên Hoàng duyệt thủy quân. Khu vực này còn có hang Tiền, hang muối - nơi cất giữ tài sản quốc gia, động Am Tiên nhốt hổ, báo để xử người có tội
Sông Hoàng Long: Là con sông gắn với những truyền thuyết về Đinh Bộ Lĩnh thuở nhỏ. Sông nằm ở phía bắc kinh đô Hoa Lư, một nhánh của sông Hoàng Long, nằm uốn lượn trong khu di tích mà người dân địa phương gọi là sông Sào Khê. Tương truyền, bên bến sông này là nơi Lý Công Uẩn hạ chiếu dời đô để xuống thuyền tiến về Thăng Long. Sông Sào Khê hiện nay được nạo vét và là một cửa ngõ đường thủy dẫn vào các khu di tích, thắng cảnh Hoa Lư.
Kinh đô Hoa Lư được bao bọc bởi nhiều ngọn núi, các triều vua đã dựa theo địa hình tự nhiên cho đắp 10 đoạn tường thành nối các núi đá, dựng nên thành Hoa Lư với diện tích hơn 300 ha. Toàn bộ công trình chủ yếu được các vua Đinh, Lê dựa vào thiên nhiên hiểm trở làm chỗ dựa, mang nặng tính chất quân sự, không câu nệ vào hình dáng, kích thước. Phía Nam thành Hoa Lư là thành Tràng An (còn được gọi là thành Nam) là khu vực phòng thủ hậu cứ của kinh đô. Thành Hoa Lư có hai vòng: thành Đông và thành Tây, có đường thông với nhau. Thành Đông có vai trò quan trọng hơn. Các nhà khảo cổ đào một số đoạn tường thành phát hiện ở những khu vực này có móng thành bằng cành cây với nhiều cọc đóng xuống sâu. Phía trong của tường thành xây bằng gạch, dày đến 0,45 m, cao từ 8-10 mét. Chân tường kè đá tảng, gạch bó và đóng cọc gỗ. Loại gạch phổ biến có kích thước 30 x 16 x 4 cm, trên gạch thường có in các dòng chữ "Đại Việt quốc quân thành chuyên" và "Giang Tây quân". Phía ngoài tường gạch là tường đất đắp rất dày.
Thành Đông hay thành ngoài rộng khoảng 140 ha, thuộc địa phận hai thôn Yên Thượng và Yên Thành xã Trường Yên, có 5 đoạn tường thành nối các dãy núi tạo nên vòng thành khép kín. Đây là cung điện chính mà khu vực đền Đinh, đền Lê nằm ở trung tâm.
Thành Tây hay thành trong có diện tích tương đương thành ngoài, thuộc thôn Chi Phong cũng có 5 đoạn tường thành nối liền các dãy núi.
Giữa hai tòa thành này, việc qua lại thực hiện được bằng một lối đi, một ngách núi, gọi là Quèn Vòng, tuy thấy có vẻ hiểm trở nhưng thật ra rất là thuận tiện. Cả hai thành đều lợi dụng được nhánh sông Sào Khê chảy dọc thành, vừa là hào nước tự nhiên, vừa là đường thủy, phục vụ việc di chuyển ra vào thành. Trong hai tòa thành có bố trí các khu triều đình, quan lại và quân lính. Hiện nay thành thiên tạo vẫn còn, thành nhân tạo và cung điện chỉ còn là những dấu tích đang được khai quật.
Thành Nam nằm ở phía Nam kinh thành Hoa Lư, có núi cao bao bọc xung quanh, bảo vệ mặt sau thành. Địa thế thành Nam rất vững chắc, đoạn sông Trường chảy qua thành Nam có một hệ thống khe ngòi chằng chịt từ các ngách núi đổ ra. Thành Nam có nhiều giá trị về mặt quân sự, là nơi dự trữ, thủ hiểm từ đây có thể nhanh chóng rút ra ngoài bằng đường thủy. Đây là hệ thống hang động Tràng An hiện tại. Khu thành hào, hang động Tràng An xưa được sử dụng như là hệ thống phòng thủ mặt sau của kinh thành Hoa Lư. Tại đây cũng khai quật được các dấu tích của người tiền sử. Vào thời Trần, tại hang bói ở đây là cứ địa chống quân Nguyên Mông. Đây là tuyến điểm di tích lịch sử thu hút nhiều nhà khảo cổ, nghiên cứu lịch sử đến làm việc. Tại đây đã tìm được nhiều cổ vật từ thời Đinh, Tiền Lê và thời Trần. Tràng An là một khu danh thắng nổi tiếng đã được UNESCO công nhận là di sản thiên nhiên thế giới với giá trị nổi bật về cảnh quan thiên nhiên, đa dạng sinh thái và kiến tạo địa chất, là địa danh được Việt Nam đầu tư để trở thành một khu du lịch tầm cỡ quốc tế. Tràng An gắn liền với những giá trị lịch sử, văn hóa của vùng đất cố đô Hoa Lư.
Người Việt muốn khẳng định kinh đô Hoa Lư cũng bề thế như kinh đô Tràng An của phương Bắc qua câu đối: 
"Cồ Việt quốc đương Tống Khai Bảo"
"Hoa Lư đô thị Hán Tràng An".
Năm 1010, Vua Lý Thái Tổ sửa Hoa Lư thành phủ Tràng An, Đại La thành Thăng Long. Khu vực Tràng An hiện còn các đền, phủ thờ các vị quan trung thần thời Đinh và thần Quý Minh trấn thành Nam.
Việc Đinh Tiên Hoàng chọn Hoa Lư mà không chọn Cổ Loa của nhà Ngô hay Đại La thời Bắc thuộc được Lê Văn Siêu xem là quyết định khôn ngoan. Với hoàn cảnh đương thời, sau nhiều năm loạn lạc, Hoa Lư là địa điểm chiến lược, khống chế được cả khu vực sơn cước từ Thanh Hóa đổ ra, sông Đà đổ xuống, thêm địa thế vừa hùng vừa hiểm có thể cầm cự với Trung Hoa, nếu có cuộc xâm lăng của phía này tới. Nhà địa chất, đồng thời là nguyên Chủ tịch nước Cộng hòa xã hội chủ nghĩa Việt Nam Trần Đức Lương cũng cho rằng: tính hiểm yếu của Hoa Lư không chỉ nhờ phần thành lũy, nền điện mà chính bởi hệ thống các thung lũng núi sâu hơn bên trong có thể liên thông với nhau bởi các khe ngách mà ngày nay do nước biển dâng cao đã biến thành những lạch nước ngầm.

### Đô thị cổ Hoa Lư

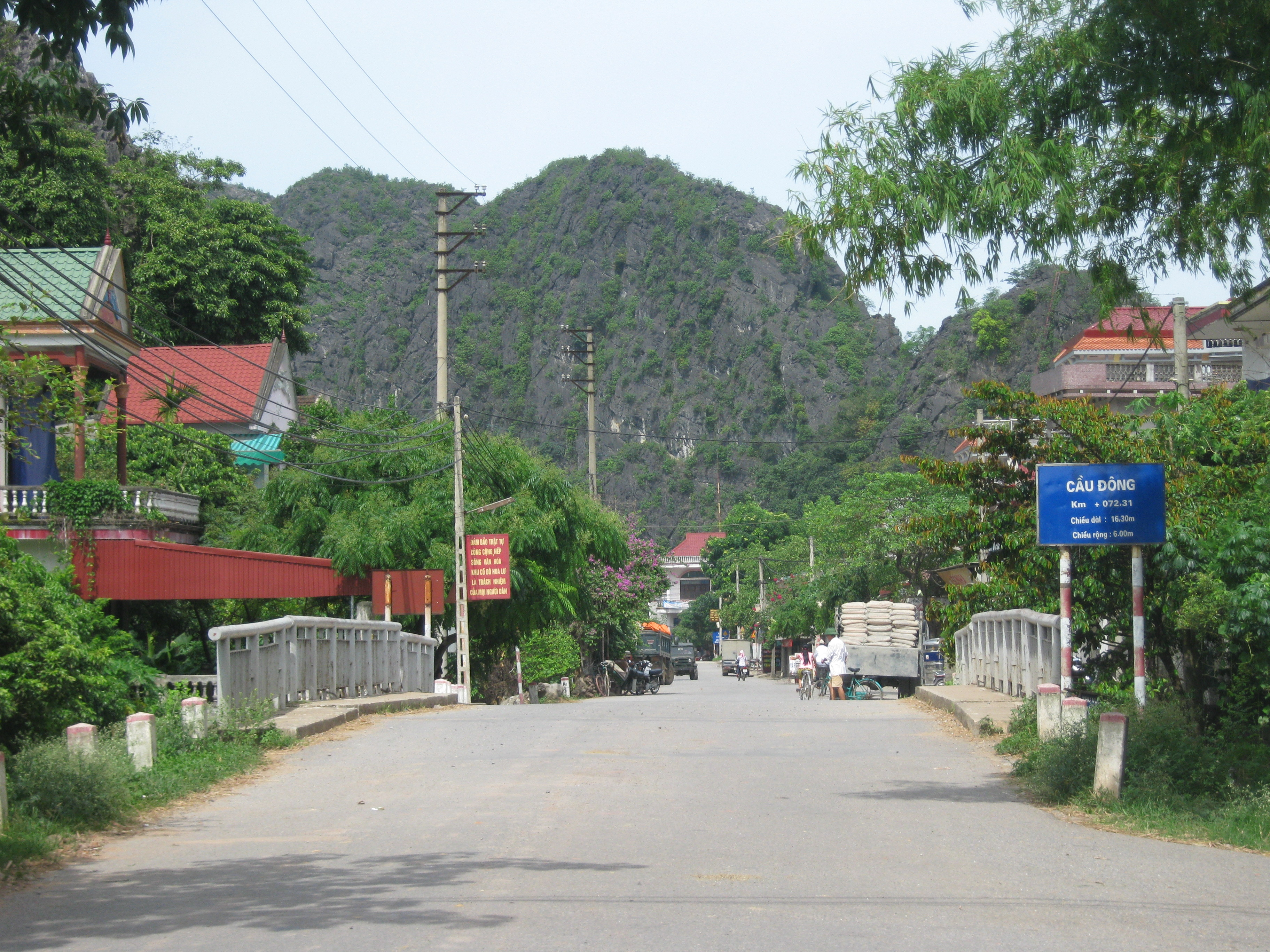
Phong cảnh phố Cầu Đông, núi Chợ ở Hoa Lư

Hoa Lư là đô thị đầu tiên trong lịch sử Việt Nam. Năm 970, đồng tiền Việt Nam đầu tiên đã được Vua Đinh Tiên Hoàng cho phát hành, đánh dấu sự ra đời của nền kinh tế, tài chính của chế độ phong kiến trung ương tập quyền. Đại Việt Sử ký toàn thư cho biết năm Thái Bình thứ 7 (976) tại đây thuyền buôn nước ngoài tới dâng sản vật, kết mối giao thương với Đại Cồ Việt. Khu di tích Hoa Lư hiện tại có nhiều địa danh gắn liền với lịch sử hình thành đô thị Hoa Lư cũng như Thăng Long sau này là phố chợ, núi chợ, tường Dền, thành Dền, cầu Dền, cầu Đông, tường Đông, cửa Đông và phủ Chợ.
Sau khi nhà Lý dời đô về Thăng Long, Hoa Lư vẫn mang dáng dấp của một đô thị cổ kính được quan tâm, tìm hiểu. Những ngôi nhà cổ ở đây mang nét đặc trưng của châu thổ Bắc Bộ, được hình thành từ những tục quán sinh hoạt văn hóa lâu đời. Các nhà nghiên cứu còn so sánh Hoa Lư với đô thị Tràng An, đô thị cổ nhất của Trung Hoa qua vế đối "Hoa Lư đô thị Hán Tràng An". Với núi cao, hào sâu, Đô thị Hoa Lư vừa là quân thành lợi hại, hiểm hóc vừa hùng tráng, hữu tình của một thắng cảnh.
Phố cổ Hoa Lư hiện nay được phục dựng tại khu vực hồ Kỳ Lân, phường Hoa Lư.  Phố cổ Hoa Lư tái hiện lại nét văn hóa, lịch sử nước Đại Việt từ thế kỷ thứ X. Làng nghề truyền thống các vùng miền cũng được tái hiện giới thiệu tại phố cổ như: thêu ren Văn Lâm, làng đá mỹ nghệ Ninh Vân, làng mộc mỹ nghệ, làng nghề gốm Bồ Bát, tranh Bồ Đề (Ninh Bình); làng nghề đúc đồng, sơn mài Ý Yên, làng chạm bạc, làng tranh Đông Hồ.

### Đàn Kính Thiên
Đàn Kính Thiên Tràng An là công trình kiến trúc văn hóa được phục dựng trong quần thể di sản thế giới Tràng An để bảo tồn và phát huy giá trị lịch sử của kinh đô Hoa Lư xưa. Đàn Kính Thiên còn được gọi là Đàn Tế Trời vì là nơi thờ Ngọc Hoàng Thượng đế cùng các vị thần trên thiên đình là Nam Tào, Bắc Đẩu, Phạm Thiên, Đế Thích và là nơi xưa kia các Hoàng đế đóng đô ở Hoa Lư tổ chức các nghi lễ tế cáo trời đất, cầu quốc thái dân an. Khu di tích Đàn Kính Thiên hiện nay nằm ở phía tây cố đô Hoa Lư, gần chùa Bái Đính, khu du lịch thung Ui và cách phường Hoa Lư 20 km.

## Bảo tồn và phát huy

### Phục dựng, tu bổ di tích
Thực hiện quyết định số 82/2003/QĐ-TTg của thủ tướng chính phủ Việt Nam, tỉnh Ninh Bình đã và đang tập trung các dự án tu tạo cố đô Hoa Lư. Đó là việc hoàn thành cổng Đông từ ngã 3 cầu Huyện vào cố đô với tường thành ốp đá, cao 2 tầng mái cong tạo ấn tượng cổ kính. Khu vực trung tâm cố đô đã xây dựng 3 cửa Bắc-Đông-Nam. Các dự án 1000 năm Thăng Long như: Xây dựng quảng trường và tượng đài Đinh Tiên Hoàng Đế; dự án xây dựng quảng trường - sân lễ hội phía trước đền thờ vua Đinh, vua Lê; đầu tư tu bổ, nhiều dự án tôn tạo di tích Cố đô Hoa Lư như đền thờ Công chúa Phất Kim, phủ Vườn Thiên, chùa Nhất Trụ đã hoàn thành. Các hạng mục đang thực hiện như chùa Kim Ngân, động Am Tiên, đền Bim, xây dựng hệ thống giao thông, tường bao, hào nước quanh vùng bảo vệ đặc biệt và đền thờ Vua Lý Thái Tổ. Các di tích danh thắng Tràng An, chùa Bái Đính, tượng đài vua Lê Đại Hành, thái hậu Dương Vân Nga... đều được triển khai xây dựng.
Tỉnh Ninh Bình cũng phối hợp với Viện khảo cổ học Việt Nam khai quật di tích khảo cổ học đã phát lộ khu vực tường thành của cố đô xưa với nhiều hiện vật có giá trị lịch sử hàng nghìn năm tuổi như gạch ngói, đồ gốm, vật dụng của thời đại Đinh – Lê tạo điều kiện tiền để để phục dựng cung điện Hoa Lư. Khu vực cổng thành đã xây dựng cây cầu mới ốp đá, nạo vét sông Sào Khê dài hơn 3 km là nơi mô phòng hành trình dời đô về Thăng Long.
Quyết định số 628/QĐ-TTG ngày 13/4/2016 của Thủ tướng Chính phủ Việt Nam đã phê duyệt chủ trương đầu tư Dự án Bảo quản, tu bổ, tôn tạo và mở rộng phạm vi một số di tích có liên quan đến Nhà nước Đại Cồ Việt nhằm phát huy giá trị lịch sử - văn hóa Cố đô Hoa Lư. Mục tiêu đầu tư là tôn tạo, nâng cấp một số di tích thuộc Khu di tích quốc gia đặc biệt Cố đô Hoa Lư hướng đến kỷ niệm 1050 năm thành lập nhà nước Đại Cồ Việt. Cụ thể, tu bổ, tôn tạo 6 di tích thuộc Khu di tích quốc gia đặc biệt Cố đô Hoa Lư gồm: Khu lăng mộ vua Đinh Tiên Hoàng; khu lăng mộ vua Lê Đại Hành; Bia Cửa Đông; đình Yên Thành; đình Yên Trạch và Phủ Đông Vương. Đồng thời, tu bổ tôn tạo 6 di tích cấp quốc gia gồm: Khu tưởng niệm và lăng mộ Thái tế Định Quốc Công Nguyễn Bặc, đình Mỹ Hạ, đình Ngô Khê Hạ, đền Thung Lau, đền Tam Thánh - chùa Yên Lữ, đền thờ Tướng quân Đinh Điền và chùa Tháp; tu bổ, tôn tạo, chống xuống cấp Đình Trai; xây dựng Khu nhà làm việc của Trung tâm Bảo tồn di tích Cố đô Hoa Lư. Tổng mức đầu tư dự kiến 143.907 triệu đồng.
Năm 2018, Ninh Bình đã khánh thành công trình kiến trúc Đàn Kính Thiên Tràng An và phục dựng Lễ tế Thiên thời Đinh Tiên Hoàng Đế. Đàn Kính Thiên Tràng An nằm trong khu vực hành cung Hoa Lư xưa, là nơi vua Đinh lập đàn tế Trời khi đăng quang Hoàng đế.

### Di sản văn hóa thế giới
Cố đô Hoa Lư hiện tại là một bộ phận của quần thể di sản thế giới Tràng An, là di sản thế giới hỗn hợp đầu tiên ở Việt Nam khi đáp ứng cả hai yếu tố nổi bật toàn cầu về văn hóa và thiên nhiên.
Trước đó, Cố đô Hoa Lư là một trong những đại diện đầu tiên của Việt Nam được chọn để ứng cử di sản văn hóa thế giới. Năm 1991, 4 di sản được lập hồ sơ đề nghị là Cố đô Hoa Lư, Vườn quốc gia Cúc Phương, Vịnh Hạ Long, và Chùa Hương. Trong lần ứng cử này cả bốn đại diện Việt Nam đều không được UNESCO công nhận.
Cùng với việc phát hiện và khai quật hệ thống hang động Tràng An, khu di tích này tiếp tục được thủ tướng chính phủ Việt Nam ký quyết định bảo tồn, tôn tạo, phát huy giá trị lịch sử để xứng tầm là di sản thế giới trong tương lai. Ngày 17 tháng 10 năm 2008, Bộ Văn hoá, Thể thao và Du lịch phối hợp với tỉnh Ninh Bình, Hội Di sản Văn hoá Việt Nam đã tổ chức hội thảo khoa học về "Giá trị di sản văn hoá Cố đô Hoa Lư và khu du lịch Tràng An" nhằm tiến tới đề nghị Unesco công nhận cố đô Hoa Lư là di sản văn hóa thế giới và khu sinh thái Tràng An là di sản thiên nhiên thế giới. Theo các ý kiến tại hội thảo này, trong tương lai cố đô Hoa Lư có thể trở thành di sản văn hóa thế giới hoặc di sản thiên nhiên thế giới hoặc đạt cả hai tiêu chí của di sản văn hóa - thiên nhiên thế giới để trở thành một di sản hỗn hợp.
Ngày 23 tháng 6 năm 2014, UNESCO đã vinh danh quần thể danh thắng Tràng An là di sản thế giới hỗn hợp trong đó có cố đô Hoa Lư, các di tích chùa Bái Đính, hang động Tràng An và Tam Cốc - Bích Động.

### Lễ hội cố đô Hoa Lư
|  |  |  |  |

Lễ hội cố đô Hoa Lư gồm nhiều lễ hội truyền thống được mở để tôn vinh các anh hùng dân tộc đã xây dựng kinh đô Hoa Lư, lập ra nhà nước Đại Cồ Việt thế kỷ 10 mà tiêu biểu là hai vị vua Đinh Tiên Hoàng và Lê Đại Hành. Trong các Lễ hội cố đô Hoa Lư thì lễ hội Hoa Lư là lễ hội tiêu biểu nhất, đã được xếp hạng là di sản văn hóa cấp quốc gia và đang được đề nghị nâng tầm tổ chức lễ hội theo nghi thức cấp nhà nước.
Lễ hội Hoa Lư diễn ra tại quảng trường trung tâm khu di tích cố đô Hoa Lư và các di tích xung quanh nhưng phạm vi ảnh hưởng lớn không chỉ trong tỉnh Ninh Bình mà còn lan tỏa tới hệ thống các di tích thời Đinh- Tiền Lê khác ở Việt Nam. Đây là một lễ hội cổ truyền hướng về cội nguồn dựng nước và giữ nước của dân tộc Việt Nam. Lễ hội có lịch sử từ khi kinh đô Hoa Lư trở thành cố đô. Lễ hội còn có tên là lễ hội cờ lau vì có màn diễn tái hiện cảnh Đinh Bộ Lĩnh với trò chơi "Cờ lau tập trận" hay lễ hội Trường Yên vì không gian diễn xướng của lễ hội xưa diễn ra rộng khắp phủ Trường Yên, tức Ninh Bình ngày nay.
"Ai là con cháu rồng tiên
Tháng Ba mở hội Trường Yên thì về".
Các lễ hội khác thuộc Quần thể di tích cố đô Hoa Lư gồm:
- Lễ hội đền Trần thuộc khu du lịch sinh thái Tràng An suy tôn thần Quý Minh trấn Nam Hoa Lư tứ trấn.
- Lễ hội đền thờ Đinh Bộ Lĩnh ở quê hương xã Đại Hoàng.
- Lễ hội động Hoa Lư suy tôn Đinh Bộ Lĩnh và suy tôn thần Khổng Lồ Minh Không trấn Bắc Hoa Lư tứ trấn.
- Lễ hội chùa Nhất Trụ.
- Lễ hội chùa Bái Đính suy tôn Đức Thánh Nguyễn và thần Cao Sơn trấn Tây Hoa Lư tứ trấn.
- Lễ hội chùa Kim Ngân.
- Lễ hội chùa Duyên Ninh.
- Lễ hội động Thiên Tôn suy tôn thần Thiên Tôn trấn Đông Hoa Lư tứ trấn.

## Hành trình thăm viếng của du khách

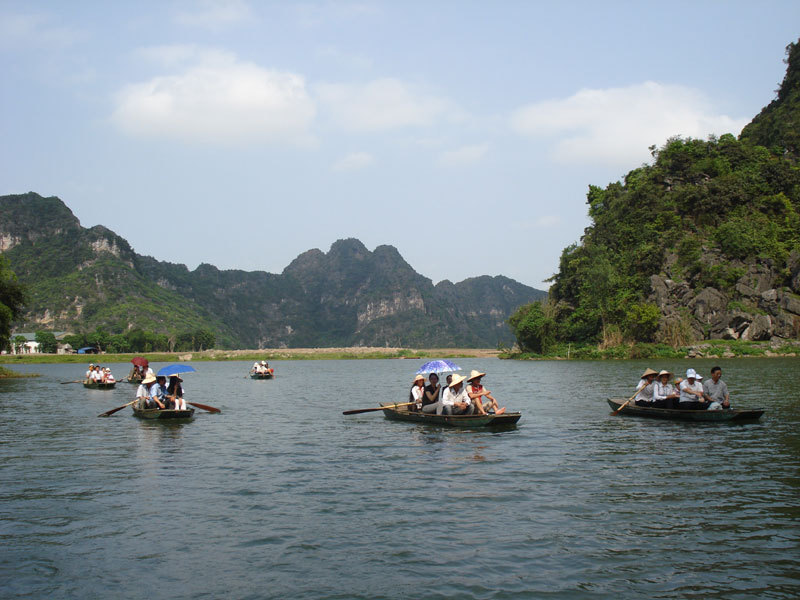
Du khách thăm các núi non, hang động của cố đô Hoa Lư

Cố đô Hoa Lư là một điểm du lịch được quản lý bởi Ban quản lý quần thể di sản thế giới Tràng An mà trực tiếp điều hành là Trung tâm bảo tồn di tích cố đô Hoa Lư. Bến xe của khu di tích nằm cách trung tâm tỉnh Ninh Bình 11 km. Hành trình tham quan thông thường của du khách gồm 3 chặng như sau:
- Khu trung tâm di tích: từ bến xe trung tâm khu di tích gần quảng trường trung tâm lễ hội, du khách thăm các di tích theo trình tự: Cửa Đông - Đền Vua Đinh Tiên Hoàng - Đền Vua Lê Đại Hành - Nhà bia Vua Lý Thái Tổ - Đình Yên Thành và chùa Nhất Trụ - đền thờ công chúa Phất Kim - Phủ Vườn Thiên - Lăng vua Đinh, lăng vua Lê.
- Khu núi chùa Bái Đính: nằm cách khu trung tâm trên 5 km trên khuôn viên rộng lớn với hai khu chùa cổ và khu chùa mới. Các di tích chùa cổ gồm: đền thờ thánh Nguyễn, đền thờ thần Cao Sơn, động Sáng, động Tối. Các di tích chùa mới gồm cổng Tam Quan, tháp chuông, Bảo Tháp, điện Quan Âm, điện Pháp Chủ, điện Tam Thế và khu trung tâm Phật giáo.
- Khu sinh thái Tràng An: là hành trình du lịch bằng thuyền theo vòng khép kín, nhanh nhất khoảng 2 giờ. Với cảnh quan tự nhiên của sông suối, rừng cây, hang động và các di tích lịch sử văn hóa: đền Trình thờ hai vị giám quan, phủ Khống thờ 7 vị quan trung thần, đền Trần thờ thần Quý Minh trấn giữ thành Nam.

Ngoài ra với thời gian dài hơn và các nghiên cứu chuyên đề, du khách còn thăm viếng và tìm hiểu tất cả các di tích khác nằm rải rác trong khu di tích và các di tích gắn với quê hương nhà Đinh như động Thiên Tôn, động Hoa Lư và đền thờ Đinh Bộ Lĩnh.